# Papa Dingo
Pour plus de détails, voir Fiche technique et Distribution.
Papa Dingo (Fathers Are People) est un court métrage d'animation américain de la série de Dingo, sorti le 21 octobre 1951 aux États-Unis, réalisé par les studios Disney.

## Synopsis
Dingo, ici sous le nom de George, découvre les joies et les malheurs d'être père.

## Fiche technique
- Titre original : Fathers are People
- Autres titres[2] :
  - Finlande : Huomenna laihdutetaan
  - Suède : Jan Långben håller diet, Långben på bantarkurs
- Série : Dingo
- Réalisateur[3] : Jack Kinney
- Scénario : Dick Kinney, Milt Schaffer
- Animateur[2] : Edwin Aardal[3], Fred Moore[3], George Nicholas, John Sibley
- Musique: Joseph Dubin
- Layout: Al Zinnen
- Décors : Ray Huffine
- Effets d'animation[2] : Dan McManus
- Voix[2]: Bobby Driscoll (Goofy Jr)
- Producteur : Walt Disney
- Société de production : Walt Disney Productions
- Société de distribution : RKO Radio Pictures et Buena Vista Pictures
- Pays d'origine :  États-Unis
- Langue : Anglais américain
- Format d'image : Couleur (Technicolor)
- Son : Mono (RCA Sound System)
- Durée : 6 minutes
- Date de sortie : 21 octobre 1951

## Voix françaises

### 1erdoublage (années 1970)
- Jacques Dynam : Dingo (Goofy)
- Benjamin Boda : Dingo Junior
- Henri Labussière : Un collègue de Dingo

### 2edoublage (1990)
- Hervé Jolly : Narrateur
- Gérard Rinaldi : Dingo (George)
- Marine Boiron : Dingo Junior
- Régine Teyssot : La femme de Dingo / le fils du voisin

## À noter
- Dingo porte ici le pseudonyme de George qui pourrait être associé à George Geef utilisé dans les trois courts métrages précédents Cold War, Tomorrow We Diet et Get Rich Quick.